# Artur Immanuel Hazelius
Artur Immanuel Hazelius (Stoccolma, 30 novembre 1833 – 27 maggio 1901) è stato un filologo svedese.

## Biografia
Era il figlio di Johan August Hazelius, famoso politico e ufficiale militare svedese. Artur divenne celebre per aver fondato sull'isola di Djurgården nella capitale della Svezia (Stoccolma) nel 1891 lo Skansen, il primo dei musei all'aperto e degli zoo svedesi. 
Studiò all'università di Uppsala. Sposò Sofia Elisabeth Grafström, figlia del poeta Anders Abraham Grafström. La coppia ebbe un unico figlio, Gunnar Hazelius (1874-1905), custode del museo dopo il padre.
Con lui possiamo dichiarare la nascita dei musei all'aperto. Amante del proprio paese e delle sue tradizioni, nota con estrema preoccupazione che molti oggetti e strumenti tipici della vita quotidiana si stanno rapidamente adeguando, con l'avvento della rivoluzione industriale, a un linguaggio universale che rischia di cancellare il passato singolare per annacquarlo e disperderlo in un presente plurale. Con estrema lucidità, riscontra tanto interesse a preservare e conservare le opere d'arte del passato quanto disinteresse verso un patrimonio minore che proprio per questo rischia di far perdere le proprie tracce. Un patrimonio di cui il vissuto di ciascuno è imbevuto profondamente e costituisce la vera identità di una popolazione. 
Forte di questa consapevolezza, A.I.Hazelius decide di investire il proprio tempo e le proprie sostanze nella salvaguardia di tale patrimonio. Comincia ad acquistare oggetti di artigianato e strumenti di vita quotidiana, utensili e arredi tipici della sua regione. 
Nel 1878 si fa notare partecipando all'esposizione di Parigi rappresentando le produzioni e le tecniche tipiche del proprio paese, egli propone un exhibit molto particolare. Si tratta di un quadro vivente, dal titolo L'ultimo letto della bambina in cui ricrea fedelmente l'interno di una stanza e ricostruisce l'immagine di una famiglia in lutto raccolta intorno alla bambina. Forte dei riconoscimenti e degli apprezzamenti riscontrati riesce a raccogliere la sua collezione in un vero e proprio museo a stoccolma, il Nordiska Museet. Il quale ad inizio novecento utilizzava in modo innovativo la tecnica dell'ambientazione. Non accontentandosi di questo, arrivo ad interessarsi delle stesse architetture dei villaggi svedesi: ne acquistò alcune, smontantandole per trasportarle e montarle nuovamente in una sorta di parco creando una straordinaria esposizione a cielo aperto : la skansen, in una delle isole centrali di Stoccolma.